# 가와구치역
가와구치역(일본어: 川口駅, かわぐちえき)은 일본 사이타마현 가와구치시에 있는 철도역이다.

## 타는 곳
| 1 | 게이힌 도호쿠 선 | 아카바네·닛포리·우에노·도쿄·요코하마·오후나 방면 |
| 2 | 게이힌 도호쿠 선 | 우라와·오미먀 방면                               |

## 역세권 정보
- 아라카와강

## 역사
- 1910년 9월 10일: 가와쿠치마치역(일본어: 川口町駅)으로 영업 개시.
- 1934년 2월 15일: 가와구치역으로 역 명칭을 변경함.

## 인접역
| 동일본 여객철도 도호쿠 본선 | 동일본 여객철도 도호쿠 본선 | 동일본 여객철도 도호쿠 본선 |
| --------------------------- | --------------------------- | --------------------------- |
| 니시카와구치 오미야 방면    | ■ 게이힌 도호쿠 선          | 아카바네 오후나 방면        |